# OpenClassrooms
OpenClassrooms è un'azienda francese che opera nel campo delle tecnologie didattiche fondata da Mathieu Nebra.
La piattaforma offre corsi universitari gratuiti in formato Massive Open Online Courses (Mooc) e al 2018 coinvolge un centinaio di università ed enti operanti nel campo dell'istruzione superiore in tutto il mondo. Sebbene il completamento e le lezioni siano gratuiti e forniscano un attestato di frequenza, per ottenere certificati ufficiali è generalmente richiesto un pagamento per l'iscrizione a una piattaforma di verifica individuale e coprire i costi amministrativi.

## Corsi
I corsi offerti sono della tipologia MOOC (Massive Open Online Course) e contemplano un'ampia gamma di tematiche tra cui le discipline umanistiche, le scienze sociali, il business, la medicina, la biologia, la matematica, la fisica e l'informatica.
I corsi prevedono video di lezioni, materiale didattico, esercitazioni e forum di discussione. Secondo il modello MOOC, i corsi sono forniti in forma gratuita, e prevedono una serie variabile di esercitazioni o lezioni obbligatorie per il conseguimento del certificato finale, in genere a pagamento per avere carattere di ufficialità da parte dell'istituzione che lo fornisce.
Al 2018, sono disponibili corsi in francese, inglese e spagnolo.